# Wsewolod II.

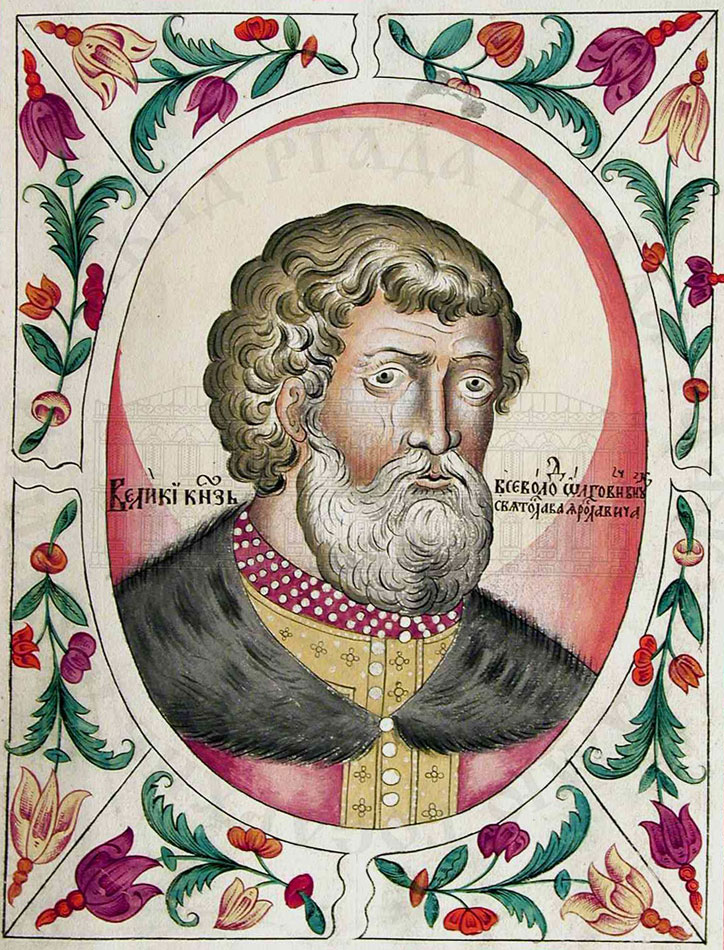

Wsewolod II. Olgowitsch (altostslawisch Всеволодъ Ольговичь; * 1104; † 1146) war Enkel Swjatoslaws II. und von 1139 bis 1146 Nachfolger von Jaropolk II. als Großfürst der Kiewer Rus.
Vor seiner Herrschaft als Kiewer Großfürst regierte Wsewolod in Tschernigow. Die Macht in Kiew errang er in einer Phase heftiger Kämpfe in der Rurikiden-Dynastie und des Niedergangs der Kiewer Rus. Anscheinend vertrat er die Auffassung, dass Kiew ein Erbgut der Tschernigower Fürsten sei. Damit stieß er auf erbitterten Widerstand der Stadtbevölkerung, die ihn aus Kiew verjagte und an seiner Stelle den wolhynischen Fürsten Isjaslaw Mstislawitsch als Großfürsten einsetzte.